# Харисон Барнс
Харисон Брајс Џордан Барнс (енгл. Harrison Bryce Jordan Barnes; Ејмс, Ајова, 30. мај 1992) амерички је кошаркаш. Игра на позицијама крила и крилног центра, а тренутно наступа за Сан Антонио спарсе.
Године 2015. са Ратницима долази до прве НБА титуле од 1975. Био је члан прве петорке свог тима на свим утакмицама у шампионској сезони и одиграо је највише утакмица (82).

## Успеси

### Клупски
- Голден Стејт вориорси
  - НБА (1): 2014/15.

### Репрезентативни
- Олимпијске игре:  2016.

### Појединачни
- Идеални тим новајлија НБА — прва постава: 2012/13.